# Tüskésspórás susulyka
A tüskésspórás susulyka (Inocybe calospora) a susulykafélék családjába tartozó, Európában és Észak-Amerikában honos, lomberdőben élő, mérgező gombafaj.

## Megjelenése

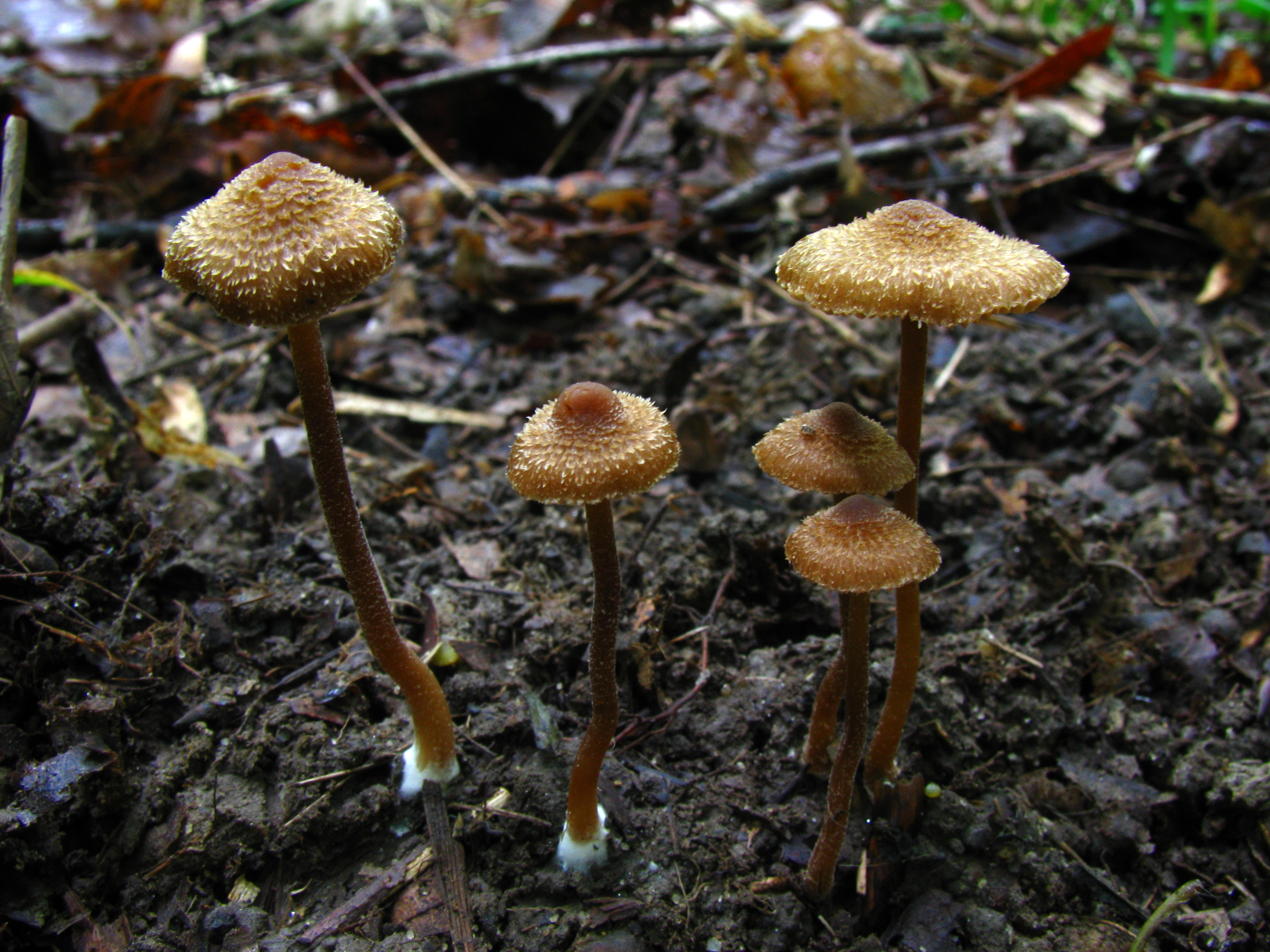

Kalapja 1-3 (5) cm széles, alakja eleinte kúpos, majd harang alakú, idősen széles harangszerűen kiterül, közepén kis púppal. Széle kissé behajló. Színe barna, 
vörösbarna. Felszíne szálas, enyhén pikkelyes; széle szálas, cafatos.
Húsa vékony, színe a kalapban piszkosfehér, barnás árnyalattal (a tönkben sötétbarna vagy vörösbarna). Szaga nem jellegzetes, édeskés vagy gyengén spermaszerű, íze savanykás. 
Közepesen sűrű lemezei felkanyarodók vagy tönkhöz nőttek. Színük piszkosfehér, piszkosrózsás, idősen fahéjbarna, élük fehéres.
Tönkje 3-5 cm magas és 0,3-0,5 cm vastag. Alakja egyenletesen hengeres, töve kissé gumós. Felszíne hamvas-deres. Színe fiatalon okkeresrózsás, idősen barna vagy vörösbarna színű.
Spórapora barna. Spórája kerekded, 2-3 µm-es tüskékkel borított, mérete 9,5-13,5 x 8,5-11 µm (a tüskékkel együtt). 

### Hasonló fajok
A borzas susulyka, a gyapjas susulyka, az orsóspórás susulyka, a szakállas pereszke, a földi susulyka hasonlít hozzá.  

## Elterjedése és termőhelye
Európában és Észak-Amerikában honos. Magyarországon ritka. 
Lomberdőkben él, nedves, üde talajon, patakpartokon. Nyáron és ősszel terem.
Mérgező.